# Capitalisme démocratique
Le capitalisme démocratique, également appelé démocratie capitaliste, est une idéologie politique, économique et sociale qui associe un système politique démocratique libéral à un système économique capitaliste. Il est basé sur un accord tripartite entre premièrement, le secteur privé qui gère l'économie de marché (principalement basée sur une politique de démocratie libérale) ; deuxièmement, les incitations économiques (avec le libre marché) et troisièmement, la responsabilité fiscale, basée sur un système culturel moral — qui encourage le pluralisme.

## Histoire
L'idéologie du capitalisme démocratique existe depuis l'époque médiévale. Elle repose fermement sur les principes du libéralisme et de l'historiographie whig, qui incluent la liberté et l'égalité. Certains de ses promoteurs les plus en vue étaient les Pères fondateurs des États-Unis. 
Cette idéologie soutient une économie capitaliste soumise au contrôle d'un système politique démocratique soutenu par la majorité. Elle diffère du corporatisme, en limitant l'influence de groupes d'intérêts particuliers, y compris les lobbyistes des entreprises, sur la politique.
Il a été avancé que la coexistence du capitalisme moderne et de la démocratie résultait de la création de l'État-providence dans la période d'après-guerre, qui permettait une atmosphère politique relativement stable et un soutien généralisé du capitalisme. Cette période de l'histoire est souvent appelée « l'âge d'or du capitalisme ». 